# Marathon (film 2007)
Marathon è un film per la televisione (tanpatsu) giapponese del 2007 con Kazunari Ninomiya che interpreta il ruolo del personaggio protagonista. Si tratta di un remake dell'omonimo film coreano del 2005 (Marathon (film 2005)); questo special parla di un ragazzo affetto da autismo che, guidato amorevolmente dalla madre ed addestrato dall'allenatore si prepara per partecipare ad una maratona.